# Oeneis alaskensis
Oeneis alaskensis är en fjärilsart som beskrevs av Holland 1900. Oeneis alaskensis ingår i släktet Oeneis och familjen praktfjärilar. Inga underarter finns listade i Catalogue of Life.